# Adolph von Menzel

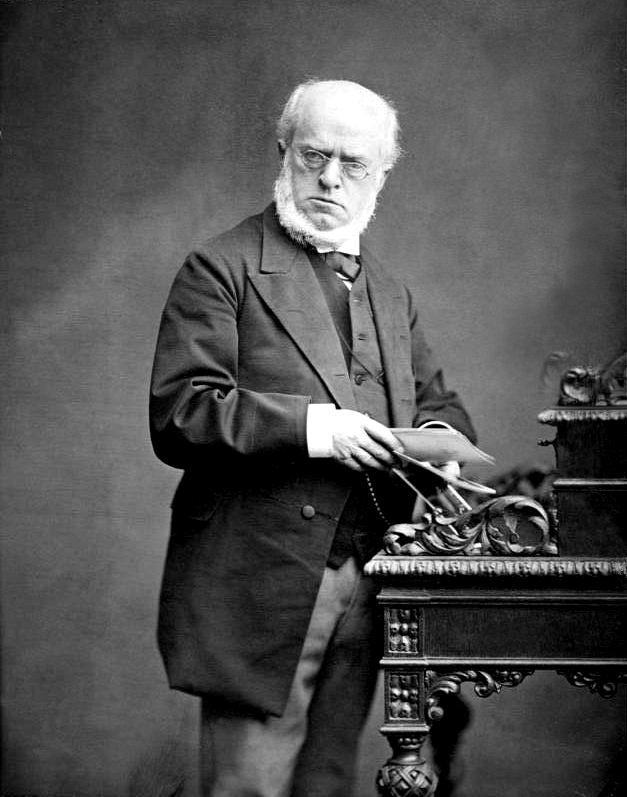
Adolph von Menzel (1900)

Adolph Friedrich Erdmann Menzel, ab 1898 von Menzel (* 8. Dezember 1815 in Breslau; † 9. Februar 1905 in Berlin), war ein deutscher Maler, Zeichner und Illustrator. Er gilt als der bedeutendste deutsche Realist des 19. Jahrhunderts. Sein Werk ist außerordentlich vielfältig; bekannt und zu Lebzeiten hoch geehrt wurde er vor allem wegen seiner historisierenden Darstellungen aus dem Leben Friedrichs des Großen.

## Leben

### Laufbahn

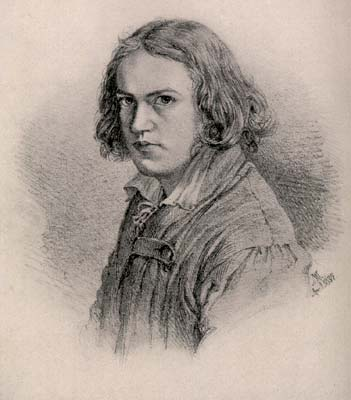
Selbstporträt, um 1835

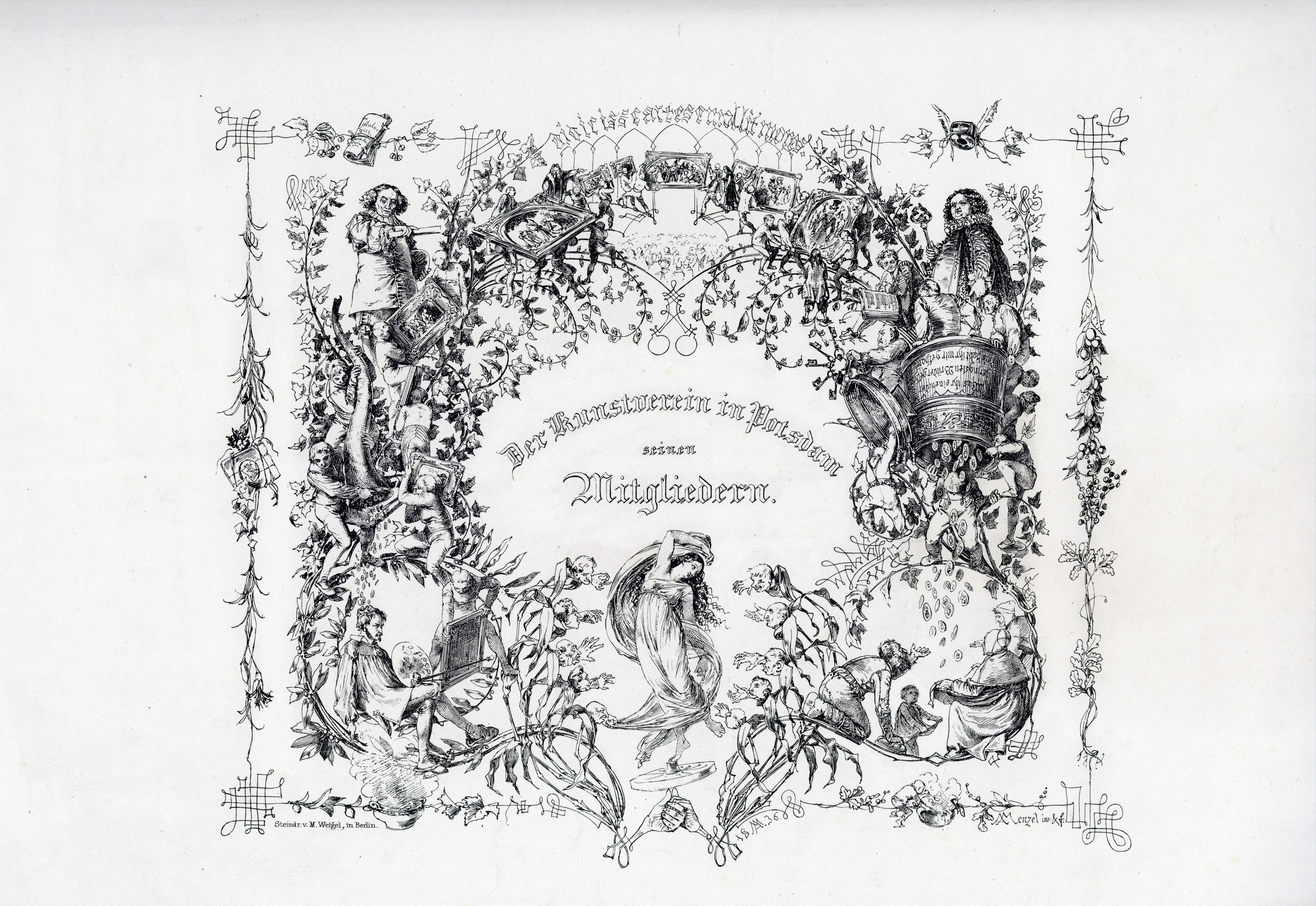
Mitgliederkarte des Potsdamer Kunstvereins, Federzeichnung auf Stein von Adolph Menzel aus dem Jahr 1836 mit allegorischer Darstellung des Nutzens künstlerischer Arbeit im Dienst der Wohltätigkeit

Menzel wurde in Breslau geboren, wo der Vater Carl Erdmann Menzel eine Steindruckerei betrieb. Seine künstlerische Begabung zeigte sich schon früh.
1830 zog die Familie in Preußens aufstrebende Hauptstadt Berlin, aber schon zwei Jahre später starb der Vater, und der gerade 16-jährige Adolph Menzel sah sich vor die Aufgabe gestellt, für den Lebensunterhalt der Familie (Mutter und zwei jüngere Geschwister) zu sorgen. Er führte das väterliche Geschäft fort, besuchte 1833 zudem für ein halbes Jahr die Berliner Akademie der Künste, gab diesen Versuch aber enttäuscht wieder auf und bildete sich fortan autodidaktisch weiter. Louis Friedrich Sachse war einer der ersten Verleger von Adolph von Menzel und trug wesentlich zum weiteren Werdegang des jungen Künstlers bei.
1839 erhielt Menzel den Auftrag zu Illustrationen einer mehrbändigen Geschichte Friedrichs des Großen von Franz Theodor Kugler. Bis 1842 fertigte er dazu rund 4000 Federstrichzeichnungen an. Diese Arbeit brachte die entscheidende Wende in Menzels Laufbahn. Sie machte ihn einer breiten Öffentlichkeit bekannt und verschaffte ihm wichtige Kontakte (u. a. zum preußischen Königshof) sowie weitere Aufträge.
In den darauf folgenden Jahren illustrierte er zwei weitere Werke aus dem Friedrich-Themenkreis. Seine Gemälde, die zunächst oft historische Sujets, später zunehmend solche der Gegenwart behandelten, wurden immer begehrter. 1856 wurde sein Bild Friedrich und die Seinen in der Schlacht bei Hochkirch in der Akademie der Künste ausgestellt, 1867 auch auf der Pariser Weltausstellung. Das 1857 für eine private Kunstvereinigung gemalte Bild Begegnung Friedrichs II. mit Kaiser Joseph II. in Neisse im Jahre 1769, dessen Thema Menzel selbst gewählt hatte, fand aus ästhetischen und politischen Gründen geteilte Aufnahme. Im Auftrag König Wilhelms I. schuf Menzel in den Jahren von 1862 bis 1865 das Monumentalbild von dessen Selbstkrönung in Königsberg. Von da an wurde Menzel zu Hoffestlichkeiten eingeladen. Die Darstellung des Bürger- und Großbürgertums wurde von nun an eins seiner Themen.
1873 wurde Menzels Tafelrunde Friedrichs des Großen vom preußischen Staat für die geplante Nationalgalerie Berlin angekauft. Später erwarb die Galerie noch weitere Gemälde und Zeichnungen Menzels. 1885 fand in Paris eine Menzel-Ausstellung statt; in Berlin wurde sein 70. Geburtstag mit einer großen Ausstellung und vielen Ehrungen gefeiert.
Der wachsende Ruhm ging einher mit einem gesellschaftlichen Aufstieg und zahlreichen öffentlichen Ehrungen. 1853 wurde Menzel zum Mitglied der Königlichen Akademie der Künste gewählt, 1856 zum Professor, unterrichtete aber nie. 1895 wurde er als auswärtiges Mitglied in die Académie des Beaux-Arts aufgenommen. Wilhelm II. verlieh Menzel 1895 den Titel Wirklicher Geheimer Rat mit dem Prädikat  Exzellenz und 1898 den Schwarzen Adlerorden, der mit dem Erbadel verbunden war. Menzel stand diesen Ehrungen zunehmend skeptisch gegenüber und sprach von seinen Orden gern als all „dem ganzen Kladderadatsch“.

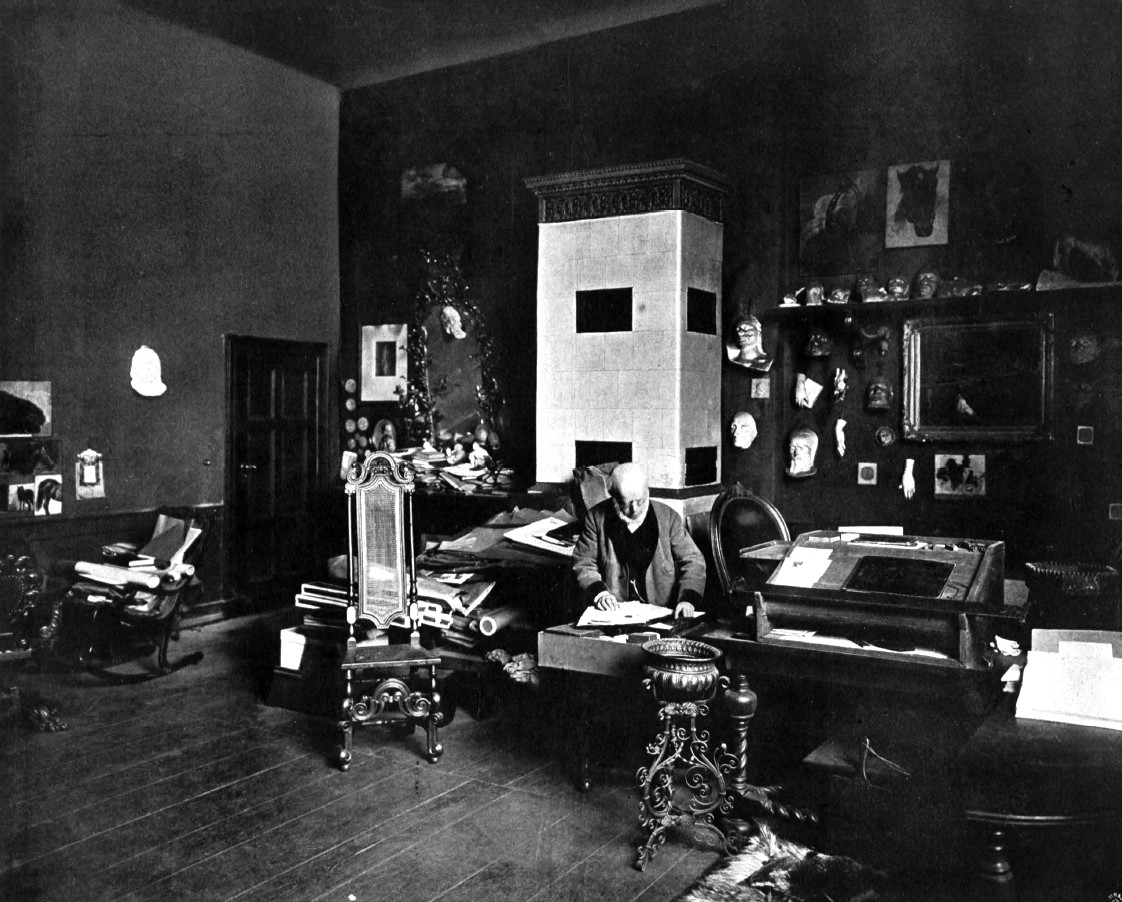
Menzel in seinem Atelier (1898)

Als Vorlagen für Stollwerck-Sammelbilder und -Postkarten erwarb der Kölner Schokoladenproduzent Ludwig Stollwerck im Jahre 1900 von Menzel für 120.000 Mark ein Skizzenbuch mit Zeichnungen von Soldaten der preußischen Armee. Das Skizzenbuch schenkte Ludwig Stollwerck nach seiner Ernennung zum Kommerzienrat dem Kaiserhaus.
Am 9. Februar 1905 starb Adolph Menzel. Sein Ende hatte er kommen sehen. Am Neujahrstag 1905 sandte er an Kaiser Wilhelm II. den Gruß: „Die letzte Stunde ist vor der Tür! Schütze der Himmel Eure Majestät und Ihr ganzes Haus und unser Deutsches Vaterland!“ Wilhelm, der in Menzel einen Verherrlicher des Preußentums sah und ihn deshalb sehr verehrte, ordnete ein Staatsbegräbnis an und folgte mit seiner Familie dem Sarg. Seine letzte Ruhestätte fand Adolph Menzel auf dem Dreifaltigkeitskirchhof II, im Feld OM, G1. Die Ehrengrabstätte des Landes Berlin wird von einer Bronzebüste nach dem 1875 entstandenen Modell von Reinhold Begas geschmückt. Wenig später fand in der Nationalgalerie eine Gedenkausstellung statt, in der die Öffentlichkeit zum ersten Mal Menzels Bild Das Balkonzimmer sah. Die Galerie erwarb den Nachlass Menzels.

### Privatleben

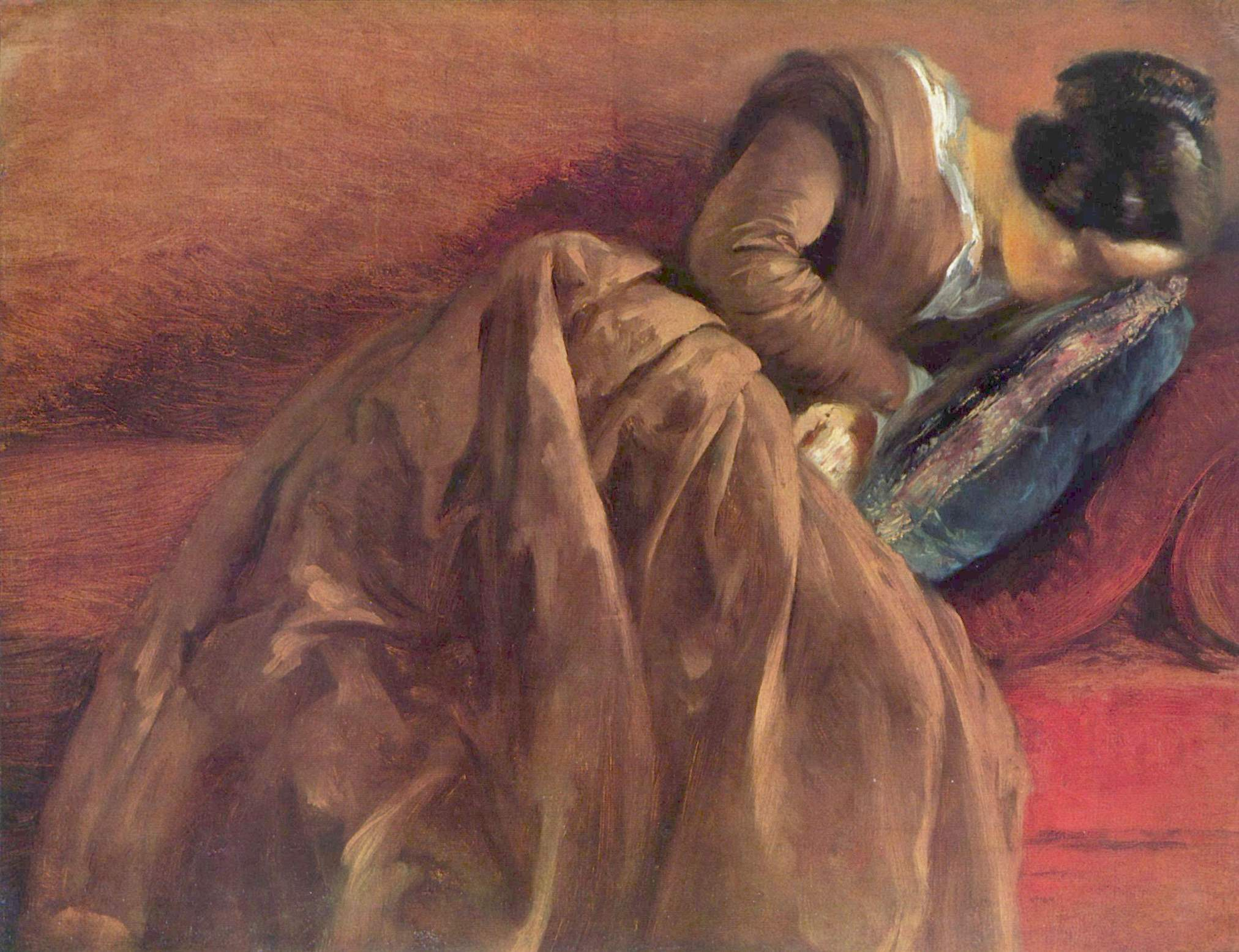
Menzels Schwester Emilie im Schlaf, Öl auf Papier, um 1848 (Hamburger Kunsthalle)

1850 wurde Menzel in den literarischen Verein Tunnel über der Spree aufgenommen, zu dem auch Theodor Fontane, Paul Heyse, Franz Theodor Kugler und Theodor Storm gehörten. Hier fand der als verschlossen beschriebene Künstler, der nur wenige engere Freunde hatte, Gelegenheit zum Gedankenaustausch. Menzels einzelgängerisches Wesen stand sicherlich in Zusammenhang mit seiner Kleinwüchsigkeit, wegen der er auch als „die kleine Exzellenz“ tituliert wurde. Er war nur 1,40 Meter groß und wegen „Gnomenhaftigkeit“ für militäruntauglich erklärt worden. Menzel war nie verheiratet, über Beziehungen zu Frauen ist nichts bekannt. Emotionale Nähe fand er in seiner Familie. Er wohnte mit der Mutter und den Geschwistern zusammen, später, nach dem Tod der Mutter, dem frühen Tod des Bruders und der Heirat der Schwester Emilie mit Hermann Krigar, in Wohnungsnachbarschaft mit deren Familie. Gemeinsam führten sie mehrere Umzüge durch und fuhren auch zusammen in die Sommerfrische. Menzel stand seinen Angehörigen sehr nahe und hat sie auch verschiedentlich finanziell unterstützt.
Reisen brachten Abwechslung in Menzels recht ereignisarmes Leben; allerdings führten sie ihn wiederum oft in bereits bekannte Gegenden. Seit 1850 unternahm Menzel alljährlich eine längere Sommerreise. Häufige Ziele waren Dresden und das Elbsandsteingebirge, Süddeutschland und Österreich. Dreimal war Menzel in Paris: 1855 und 1867 zur Weltausstellung, wo jeweils auch Werke von Menzel gezeigt wurden, sowie 1868 (Ausstellung dreier seiner Bilder im Salon); dreimal war er in Oberitalien.
1866 reiste er zu den Schauplätzen des Preußisch-Österreichischen Krieges nach Böhmen. Seine Motive waren nach eigenem Bekunden Pflichtgefühl (wenn er schon nicht als Soldat teilnehmen konnte) sowie Neugier, der „Durst noch Dies und Jenes zu wissen, wenns einmal doch nicht das frische Schlachtfeld sein konnte“ (an Hermann Krigar, 24. Juli 1866). Menzel hatte in Zusammenhang mit seinen Friedrich-Illustrationen bereits des Öfteren Krieg und Tod dargestellt, ohne diese jedoch jemals wirklich gesehen zu haben. Jetzt zeichnete er verwundete, sterbende und tote Soldaten, und die neue Erfahrung scheint ihn, wie sich an diesen Blättern ablesen lässt, sehr erschüttert zu haben. Menzel hat danach keine Kriegsthemen mehr gemalt.

### In Berlin

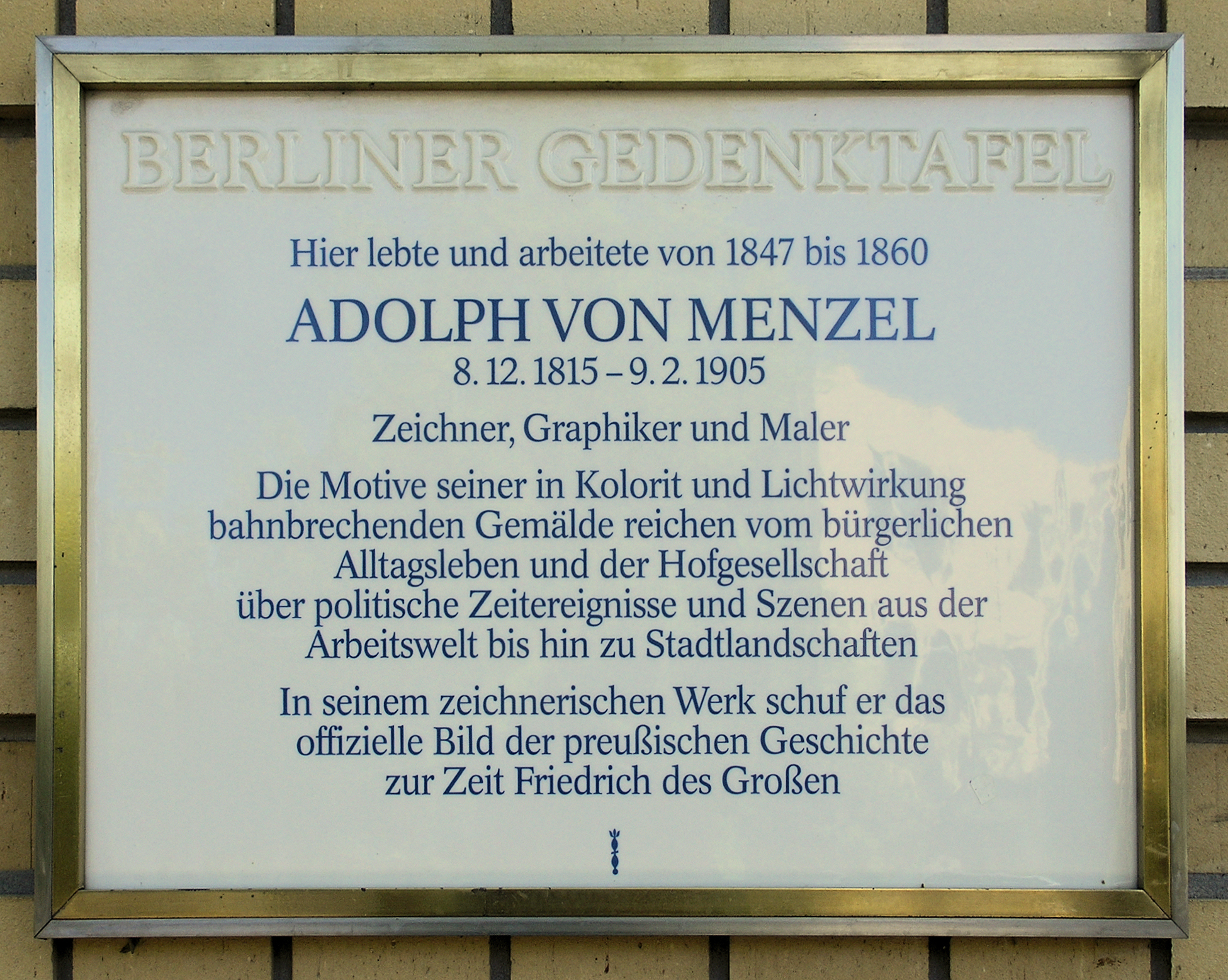
Berliner Gedenktafel am Ort von Menzels Wohnhaus in der Ritterstraße 43 in Kreuzberg

Adolph Menzels Karriere ist eng verbunden mit dem gleichzeitigen Aufstieg seiner Wahl-Heimatstadt. Aus der Hauptstadt des preußischen Staates wurde, während Menzel dort lebte, die Hauptstadt des Deutschen Reiches, das Zentrum von Politik, Finanzwelt und Industrie. Zählte Berlin 1800 noch 170.000 Einwohner, so wurde in Menzels Todesjahr 1905 die Zwei-Millionen-Grenze überschritten. Die aufstrebende, schnell sich wandelnde Stadt versorgte Menzel mit einer zahlungskräftigen Kundschaft, aber auch mit vielfältigen Motiven. Häufig hat er beispielsweise die zahlreichen Baustellen Berlins gezeichnet und gemalt. Auf vielen seiner Bilder sind Berliner Örtlichkeiten zu erkennen, und vor allem in späteren Jahren machte er das Berliner Bürgertum zu einem Thema seiner Arbeiten. Menzel war aber nicht nur Maler, sondern hatte auch eine Professur in der Kgl. Academie der Künste inne. Er zog in Berlin mehrfach um, beispielsweise wohnte er 1874 in der Potsdamer Straße 7, und seine Tätigkeit wurde angegeben mit „Historienmaler; Professor und ordentliches Mitglied der Kgl. Academie der Künste“. 1890 findet sich Menzel in der Sigismundstraße 3 in Berlin W und seine Stellung wurde angegeben mit „Dr., Geschichts-Maler, Prof. u. Senator d. Kgl. Academie der Künste, Kanzler des Ordens Pour le Mérite; Ehrenbürger von Breslau“. Im Jahr 1895 wurde Menzel anlässlich seines 80. Geburtstages Ehrenbürger von Berlin.

## Werdegang zum Künstler

### Maler Preußens

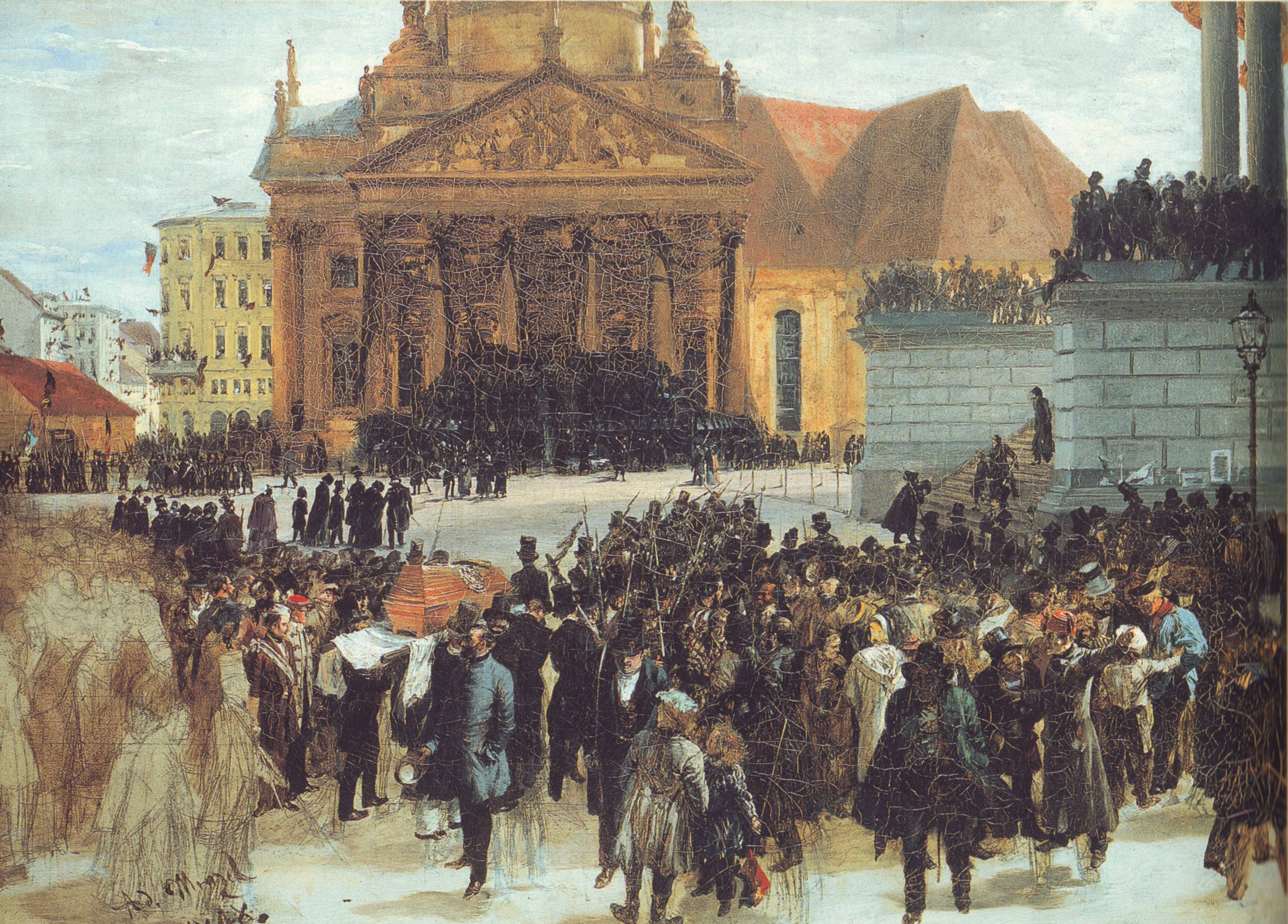
Aufbahrung der Märzgefallenen, 1848 (Hamburger Kunsthalle)

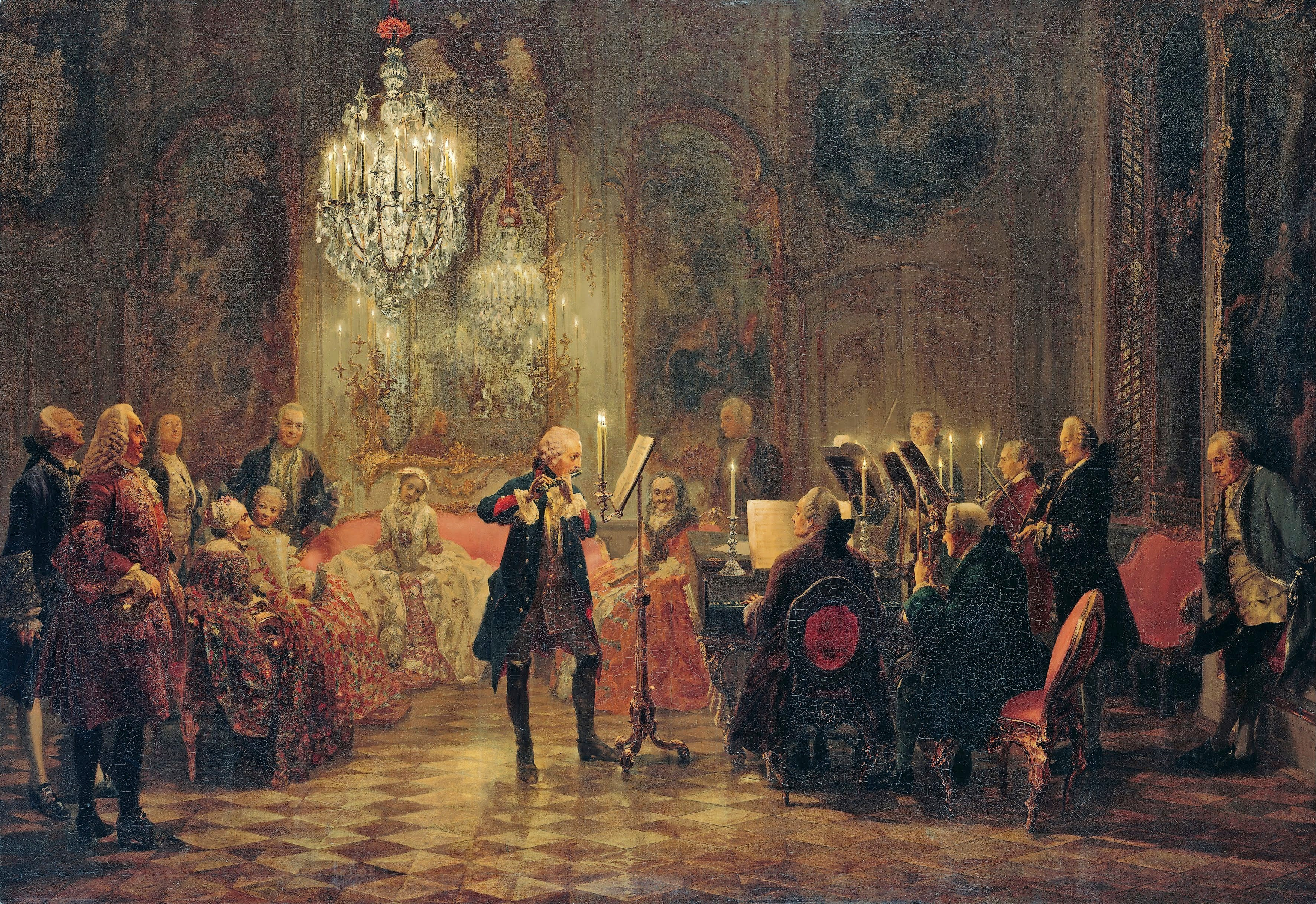
Flötenkonzert Friedrichs des Großen in Sanssouci, 1850–1852 (Alte Nationalgalerie, Berlin)

Durch seine Arbeit an den Illustrationen zur Geschichte Friedrichs des Großen hatte Adolph Menzel sich zum Friedrich-Experten entwickelt. Sicherlich fühlte er sich dabei dem König auch persönlich verbunden: Beiden war das Gefühl der Isoliertheit in ihrer Umgebung vertraut. Hinzu kam der Umstand, dass beide in einer fast reinen Männerwelt lebten und für beide die geliebte Schwester die wichtigste Bezugsperson war. Menzel selbst schrieb 1840 in einem Brief an seinen Freund C. H. Arnold über seine Friedrich-Bilder: „[…] mich hat nicht bald was so ergriffen. Der Stoff ist so reich, so interessant, so großartig, […] so malerisch, dass ich bloß einmal so glücklich werden möchte, aus dieser Zeit einen Zyklus großer historischer Bilder malen zu können.“ Ab 1849 malte Menzel eine Serie von Darstellungen aus dem Leben Friedrichs des Großen, darunter so bekannte Gemälde wie das Flötenkonzert Friedrichs des Großen in Sanssouci, König Friedrichs II. Tafelrunde in Sansscouci und Friedrich und die Seinen bei Hochkirch.

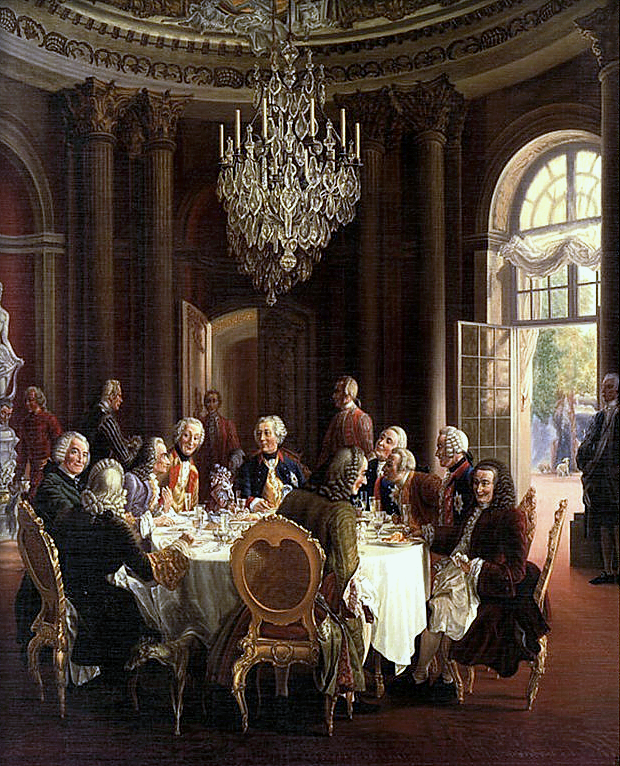
König Friedrichs II. Tafelrunde in Sanssouci, 1850 (Kriegsverlust):
König Friedrich II. (Mitte) in Sanssouci im Kreise Voltaires, Casanovas u. a. m.

Menzel versuchte in solchen Gemälden, aber auch in seinen Holzstichen zur Geschichte Friedrichs des Großen den Betrachter möglichst nah an die Lebenswirklichkeit des Preußenkönigs heranzuführen, vermied dabei aber idealisierendes Heroentum. Er betrieb ausführliche historische Studien in Bibliotheken und Archiven und hielt sich akribisch an die schriftlichen und bildlichen Überlieferungen aus der Zeit Friedrichs, um seinen Illustrationen Authentizität zu verleihen. Allerdings hat auch Menzel bei seinen Darstellungen den Preußenkönig idealisiert. Selbst „individualpsychologische Probleme“ Friedrichs wurden in den Illustrationen berücksichtigt. Im Gegensatz zu Kugler scheint Menzel nach Ansicht von Werner Busch Verständnis für die Homosexualität des Preußenkönigs gehabt zu haben, was an der Abneigung des Künstlers Frauen gegenüber gelegen haben dürfte: „Die wenigen weiblichen Akte, die er gezeichnet hat, drücken geradezu Widerwillen aus […]. In seinen wenigen Knabenakten hat man […] eine unbewusste homoerotische Dimension sehen wollen.“
Menzel stellt den Preußenkönig „ganz und gar nicht in der frühneuzeitlichen Tradition der Herrscherapotheose dar. Vielmehr vermenschlicht und relativiert er ihn“. Er bevorzugt Szenen, in denen Friedrich als Privatmann (Tafelrunde, Flötenkonzert) oder als volkstümlicher, gütiger König erscheint (Die Bittschrift, Friedrich der Große auf Reisen). Von den beiden Darstellungen aus dem Siebenjährigen Krieg zeigt die eine (Friedrich und die Seinen bei Hochkirch) eine Schlacht, die mit einer preußischen Niederlage endete, die andere, Ansprache Friedrichs des Großen an seine Generale vor der Schlacht bei Leuthen, die angespannte Situation vor einer scheinbar aussichtslosen Schlacht (die dann allerdings doch gewonnen wurde). Menzel vermied auf seinen Friedrich-Bildern konsequent jeden Eindruck von Pathos oder bloßer Feierlichkeit. So sieht man im Flötenkonzert auf der linken Seite einen Zuhörer, der gelangweilt zur Decke schaut. Die Tafelrunde wird keineswegs vom König beherrscht; vielmehr sind im Vordergrund mehrere Herren in Privatgespräche vertieft.
Wegen ihres mangelnden Sinns für das Heroische und Majestätische fanden die Bilder bei der konservativen Kunstkritik und auch bei der königlichen Familie, auf die Menzel sicherlich als Käufer gerechnet hatte, zunächst wenig Anklang. Das änderte sich, als mit wachsendem Nationalismus und der Reichsgründung die Gemälde zunehmend unter nationalistischen Aspekten interpretiert wurden, bis Wilhelm II. schließlich von Menzel als „dem Ruhmeskünder Friedrichs des Großen und seiner Armee“ sprechen konnte. Das war aber nicht die Absicht gewesen; vielmehr hatte der Maler mit seinen Bildern ein Beispiel für ein aufgeklärtes Herrschertum mit dem König als „erstem Diener des Staates“ liefern wollen. Auch war Menzel in seinem Herzen keineswegs (vor allem in seinen späteren Jahren nicht) der preußische Patriot, für den seine Bewunderer ihn hielten. Das zeigen seine Äußerungen zur Revolution von 1848 ebenso wie der Umstand, dass er sich mehrfach Anweisungen seines Königs bzw. Kaisers widersetzte.

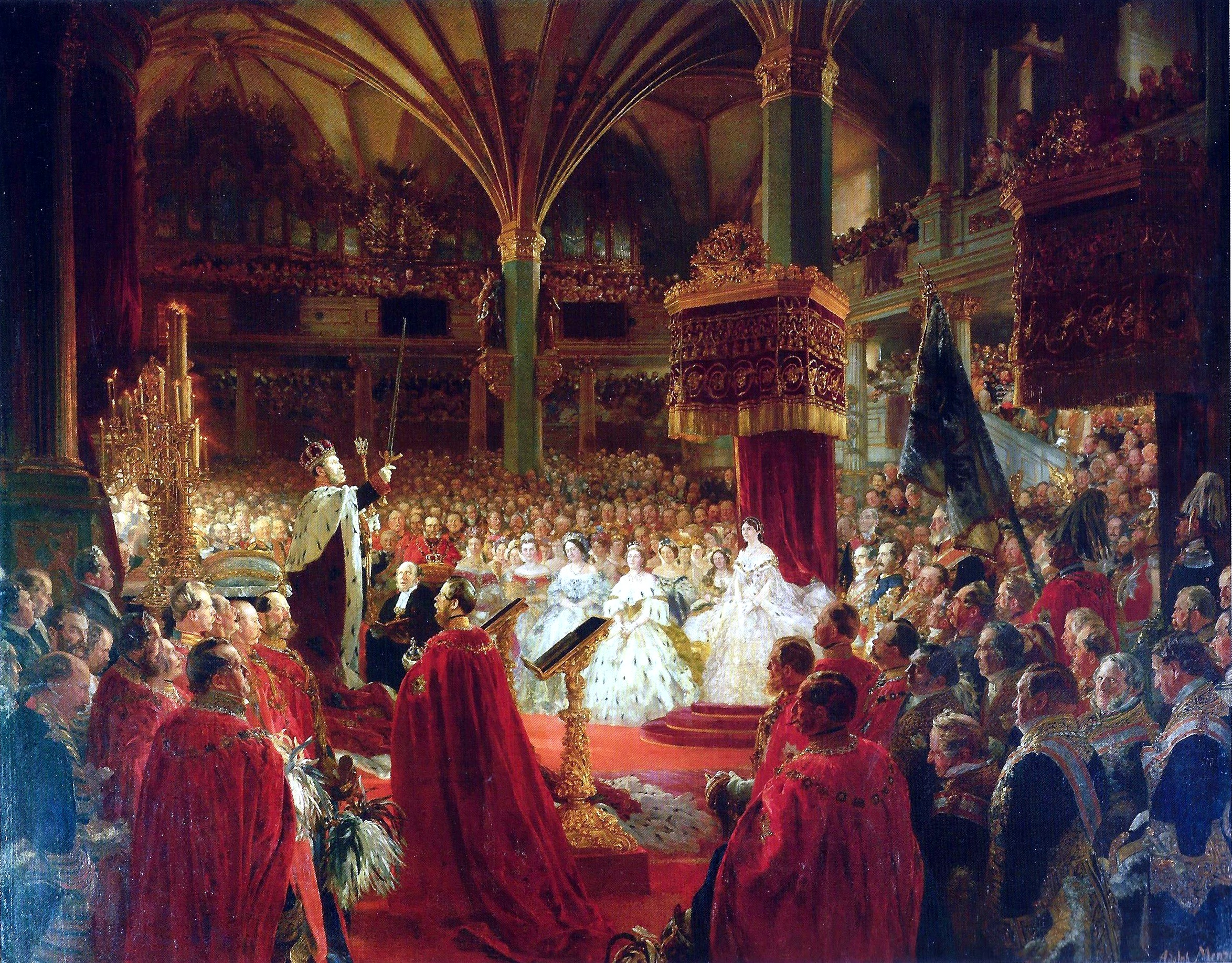
Krönung König Wilhelms I. in Königsberg, 1865 (Neues Palais, Potsdam)

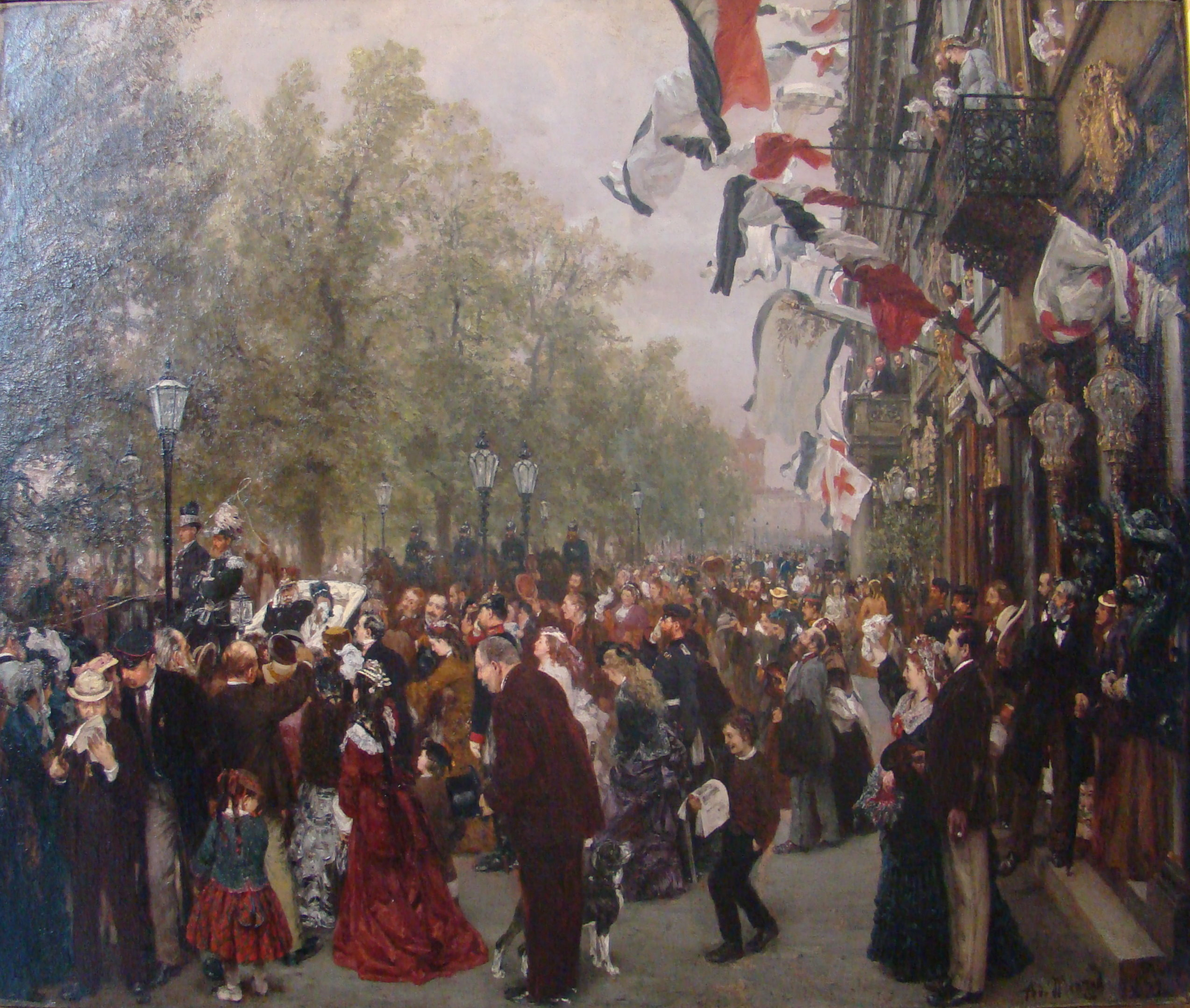
Abreise König Wilhelms I. zur Armee am 31. Juli 1870, 1871 (Alte Nationalgalerie)

Obwohl die Friedrich-Bilder nur einen recht kleinen Anteil an Menzels Gesamtwerk ausmachen, waren und sind sie im öffentlichen Bewusstsein überproportional präsent und haben ihm den Ruf eines „Staatskünstlers“ eingetragen. Tatsächlich malte er aber kein Bild in staatlichem Auftrag. Das repräsentative Gemälde der Krönung König Wilhelms I. zu Königsberg 1861 (345 × 445 cm) entstand im persönlichen Auftrag des Königs, der als nunmehr konstitutioneller Monarch sein Gottesgnadentum zur Geltung bringen wollte. Die Krönung war in der Verfassung nicht vorgesehen und ist daher nicht aus der Staatskasse, sondern vom Königlichen Kronfideikommiss finanziert worden. Die Begleitumstände des Auftrags sind unklar. Ohne Menzel besonders geneigt zu sein, erteilte Wilhelm ihm den unabweisbaren Auftrag erst wenige Tage vor dem Ereignis, obwohl dessen Termin schon seit über vier Monaten bekannt war. In der Kompositionsidee fügte sich Menzel dem Wunsch des Königs, doch ging das Pathos der Haltung Wilhelms, die Lichtführung, wie auch die Hinzufügung Otto von Bismarcks auf ihn zurück und sind von Wilhelm anerkannt worden. Menzel beendete seine Beschäftigung mit der Historienmalerei 1871 mit dem Bild der Abreise Wilhelm I. zur Armee am 31. Juli 1870.

### Maler des modernen Lebens

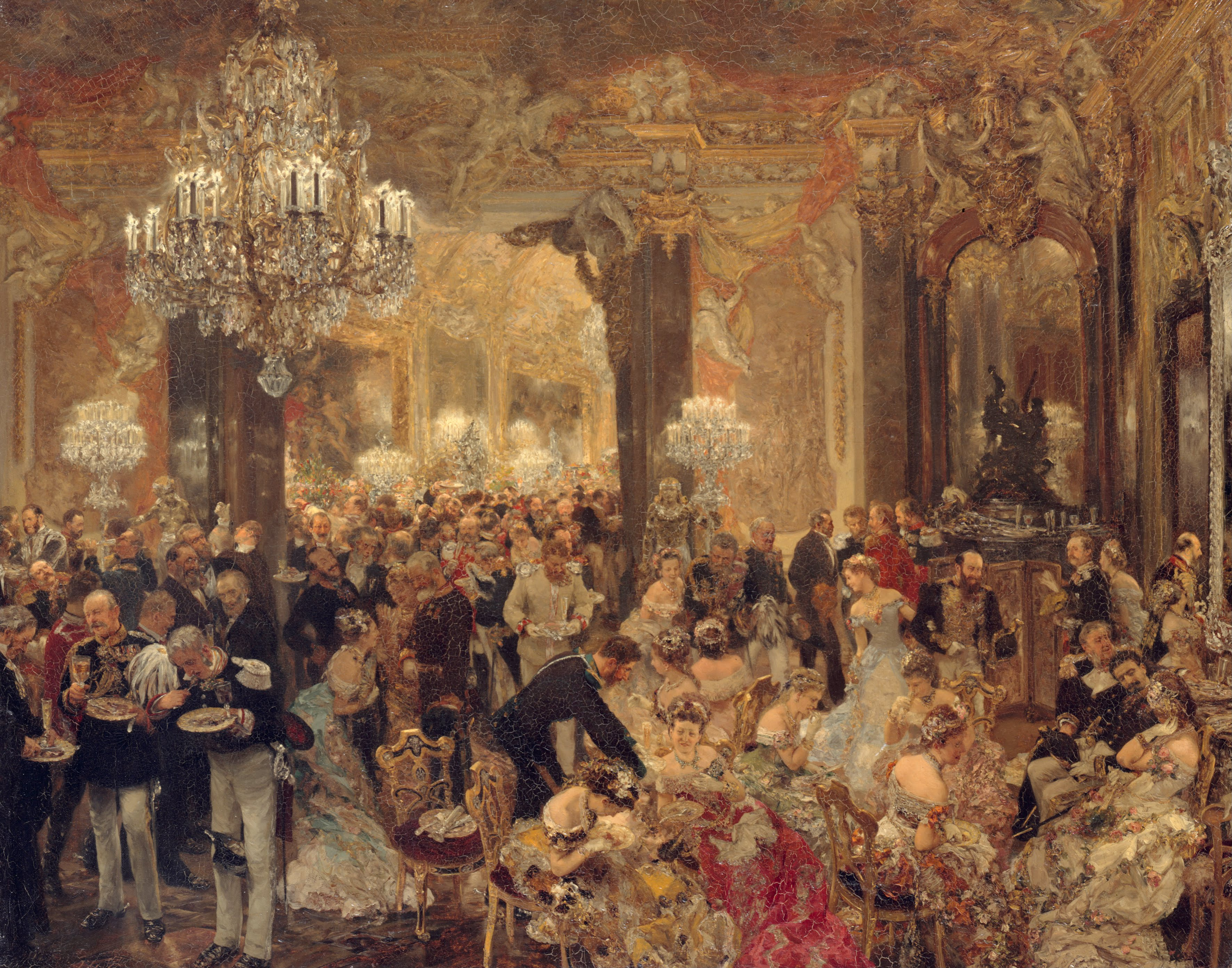
Das Ballsouper, 1878 (Alte Nationalgalerie, Berlin)

Themen der Gegenwart nehmen in Adolph Menzels Werk einen breiten Raum ein. Er malte die Menschen, unter denen er sich bewegte, also Angehörige des Bürger- und, ab 1861, des Großbürgertums. Dabei gab er wieder, was er sah. In Abkehr von dieser objektivierenden Darstellungsweise lassen sich auf seinen Bildern der besseren Gesellschaft allenfalls hin und wieder gewisse karikaturhafte Züge feststellen. So auf dem bekannten Ballsouper (dargestellt ist eine Festveranstaltung am kaiserlichen Hof): Der Offizier im Vordergrund versucht mit wenig Erfolg, im Stehen Messer und Gabel zu handhaben und dabei gleichzeitig Teller, Glas und Hut zu halten.
Völlig frei von Ironie sind dagegen Menzels Darstellungen von Handwerkern und Arbeitern. Sie drücken den Respekt aus, den der Maler vor ernsthafter, gut gemachter Arbeit gleich welcher Art empfand. In diese Kategorie gehört Das Eisenwalzwerk (1872–1875). Bei dem Bild handelt es sich um eine Auftragsarbeit, jedoch hatte Menzel das Motiv selbst gewählt. Mit den Maßen 158 × 254 cm gilt das Ölgemälde als erste größere Industriedarstellung in Deutschland. Zur Vorbereitung des Bildes war Menzel ins schlesische Königshütte gereist, in die damals – nach dem Ruhrgebiet – modernste Industrieregion Deutschlands. In einem dortigen Walzwerk fertigte er etwa hundert Detailzeichnungen an, die als Grundlage für das spätere Gemälde dienten.
Dargestellt ist die Herstellung von Eisenbahnschienen. Menzel zeigt aber nicht nur den Produktionsprozess selbst. Vorne rechts verzehren Arbeiter das Essen, das eine junge Frau (die einzige Frau im ganzen Bild) gebracht hat. Außerdem ist sie die einzige, die zu dem Betrachter gewandt ist. Links sieht man sich waschende Arbeiter, und im linken Hintergrund den Ingenieur oder Werksleiter (mit rundem Hut), der die Arbeiter und den Produktionsablauf überwacht.

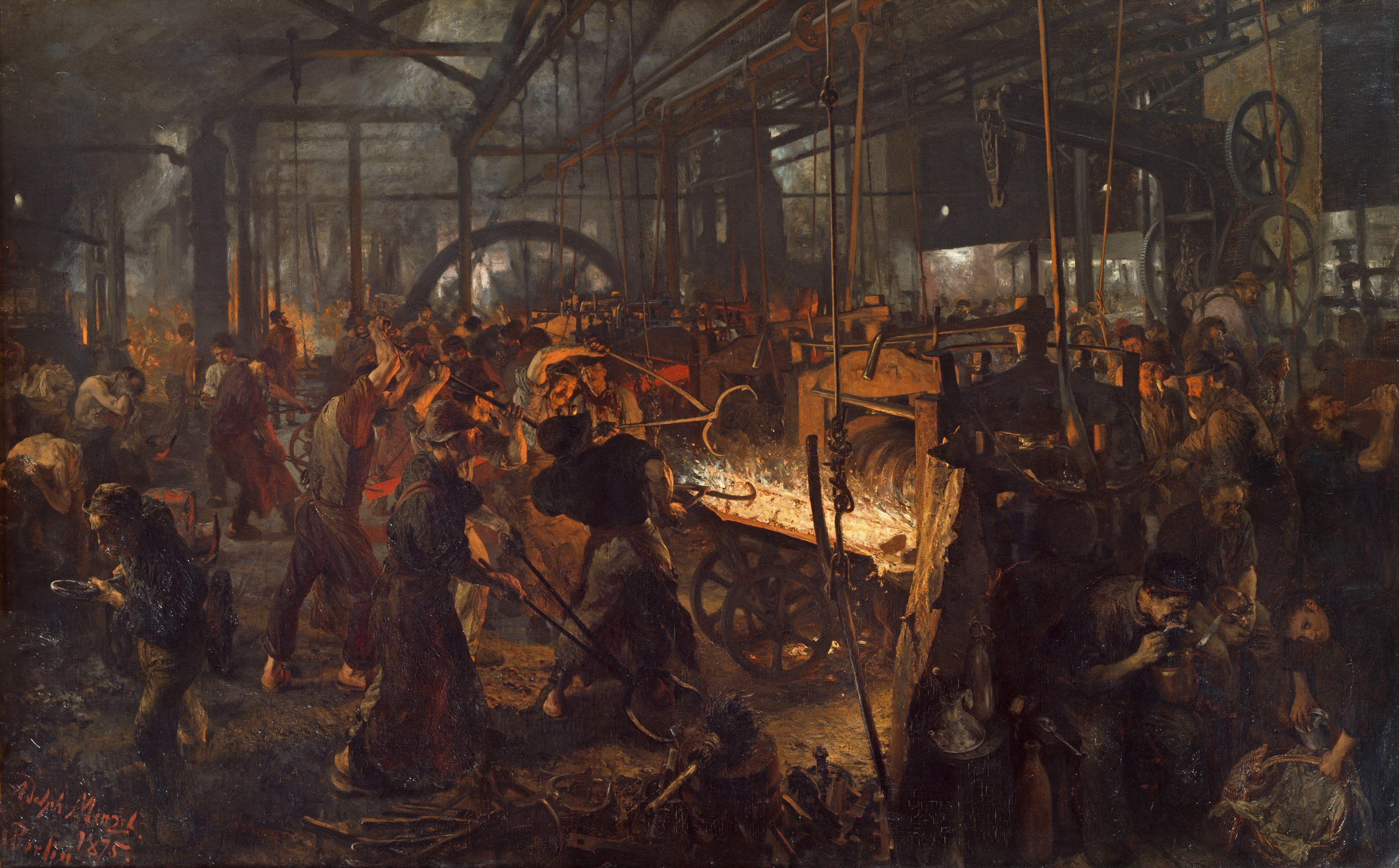
Das Eisenwalzwerk, 1872–1875 (Alte Nationalgalerie)

Schon bald nach seiner Fertigstellung erhielt das Bild den Beinamen Moderne Cyclopen (Kyklopen sind in der griechischen Sage die Gehilfen des Schmiedegottes, die im Inneren der Vulkane Blitze sowie die Waffen der Götter schmieden). Offenbar hielt man eine mythologische Überhöhung für notwendig, um dem Publikum das neuartige Thema schmackhaft zu machen. Die Zeitgenossen begriffen das Gemälde, entsprechend der Fortschrittsgläubigkeit der Epoche, als ein Sinnbild für die unbegrenzten Möglichkeiten der modernen Technik. Später ist es gern als eine Anklage gegen die elende Situation der Arbeiterschaft interpretiert worden. Dagegen spricht, dass Menzels Arbeiter als selbstbewusste Individuen erscheinen, die stolz sind auf ihre Fähigkeiten und den Wert ihrer geleisteten Arbeit. Zur Entstehungszeit des Bildes steckte der soziale Gedanke noch in den Anfängen (1863 war der Allgemeine Deutsche Arbeiterverein, ein Vorläufer der SPD, gegründet worden, 1883 sollte die Sozialversicherung eingeführt werden). Es ist wenig wahrscheinlich, dass Menzel heimlich mit den Ideen der entstehenden Arbeiterbewegung sympathisiert hat. Er malte, was er sah, und das waren in diesem Fall eben auch die harten Arbeitsbedingungen in der Industrie. Ob er mit dem Eisenwalzwerk überhaupt ein außermalerisches Ziel verfolgte, bleibt offen. Vielleicht reizten ihn auch einfach die exakte Darstellung der komplizierten technischen Abläufe und die ungewöhnlichen Lichteffekte. Eine politische Deutung gibt dem Werk Peter Weiss in seinem Roman-Essay Die Ästhetik des Widerstands.

### Realismus

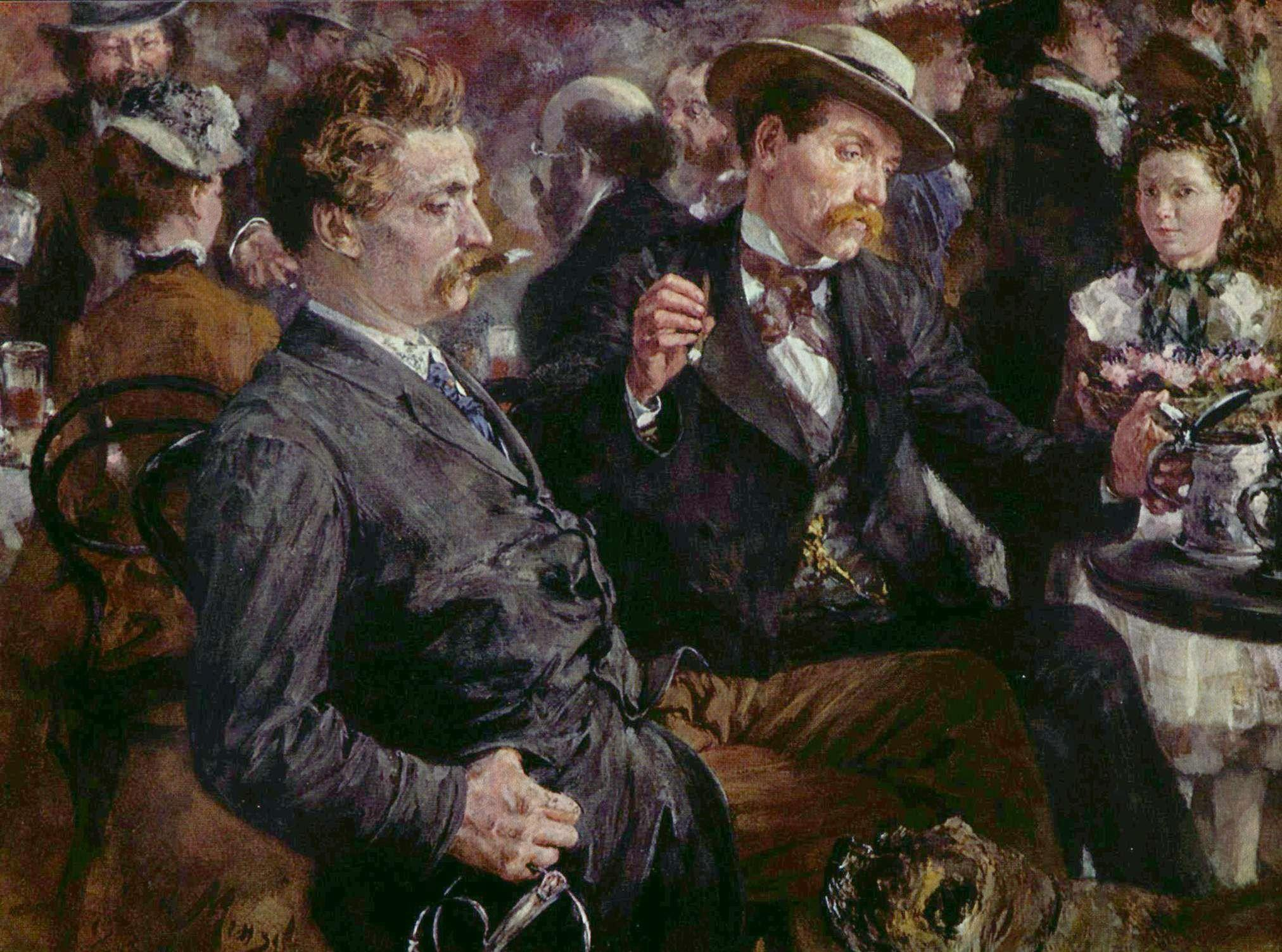
Im Biergarten, 1883

Menzels Werk wird dem Stil des Realismus zugeordnet. Darunter wird – im Gegensatz zum verklärenden Idealismus – eine Malerei verstanden, die die vorgefundene Wirklichkeit abbildet. Für Menzel war die realitätsgetreue Darstellung auch kleinster Details ein wichtiges Anliegen. Darüber hinaus weist aber besonders das Werk seiner reiferen Jahre eine Reihe von charakteristischen Stilmerkmalen auf.

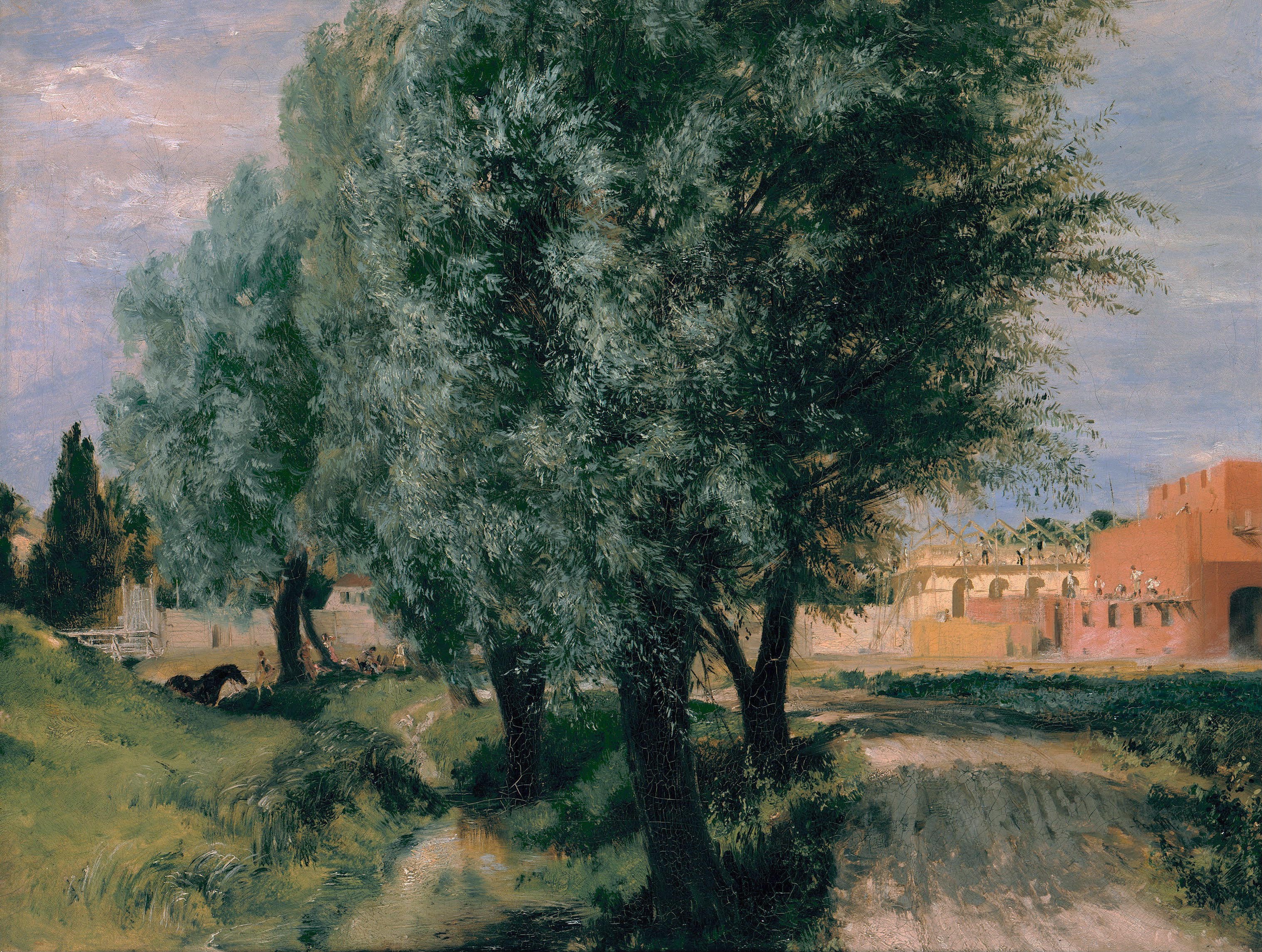
Bauplatz mit Weiden, 1846
(Alte Nationalgalerie, Berlin)

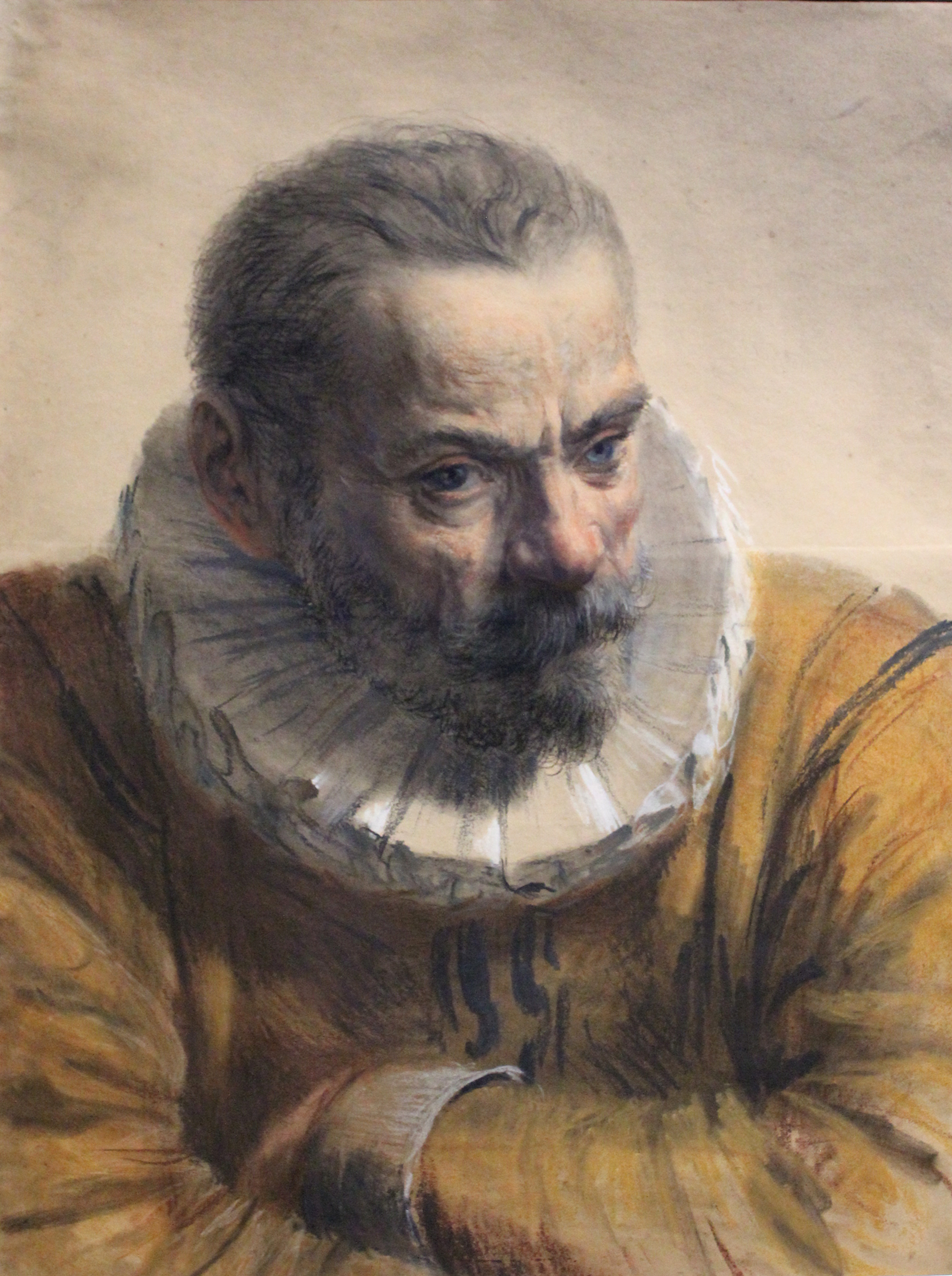
Männliche Kopfstudie mit Halskrause, um 1850
(Nationalmuseum Warschau)

Vielleicht war Menzels Streben nach größtmöglicher Wirklichkeitstreue ein Grund für die Detailfülle, die viele vor allem seiner späteren Bilder auszeichnet: Pariser Wochentag (1869), Piazza d’Erbe in Verona (1882–1884), Brunnenpromenade in Kissingen (1890), Frühstücksbuffet der Feinbäckerei in Kissingen (1893). Jedoch verbindet in diesen Bildern die verwirrende Menge der Personen und der Einzelheiten sich nicht zu einem harmonischen Ganzen; jedes Element bleibt autonom, wodurch der Eindruck des Chaotischen ebenso erzeugt wird wie der der Isolation und der in verschiedenste Richtungen strebenden Dynamik. Auch weisen die Bilder kein Zentrum auf, das den Blick und die Aufmerksamkeit des Betrachters festhalten könnte. Nach Meinung der Kunstwissenschaftlerin Françoise Forster-Hahn zeigt diese Malweise die „Unmöglichkeit, die Welt als harmonische Einheit zu erfassen“ (Forster-Hahn 1980). Der Eindruck der Isolation wird verstärkt dadurch, dass die Personen auf diesen Bildern meist nicht nur in keiner kompositorischen, sondern auch in keiner Handlungsbeziehung zueinander stehen: Sie blicken aneinander vorbei, kein Gespräch findet statt, jeder ist mit seinen eigenen Dingen beschäftigt.
Darüber hinaus wählte Adolph Menzel gern Bildausschnitte, die wie zufällig wirken und dadurch an die Schnappschüsse eines Fotografen erinnern, in Wirklichkeit aber sorgfältig arrangiert sind. Auf diesen Bildern werden Gegenstände und Menschen manchmal fast gewaltsam von den Bildrändern abgeschnitten. Ein Beispiel ist die Brunnenpromenade in Kissingen: Das Gemälde zeigt im Vordergrund eine Hand, die einen an der Leine ziehenden Hund hält; der dazugehörige Arm aber und der Rest der Person sind dem Bildrand zum Opfer gefallen.

### Vorimpressionismus

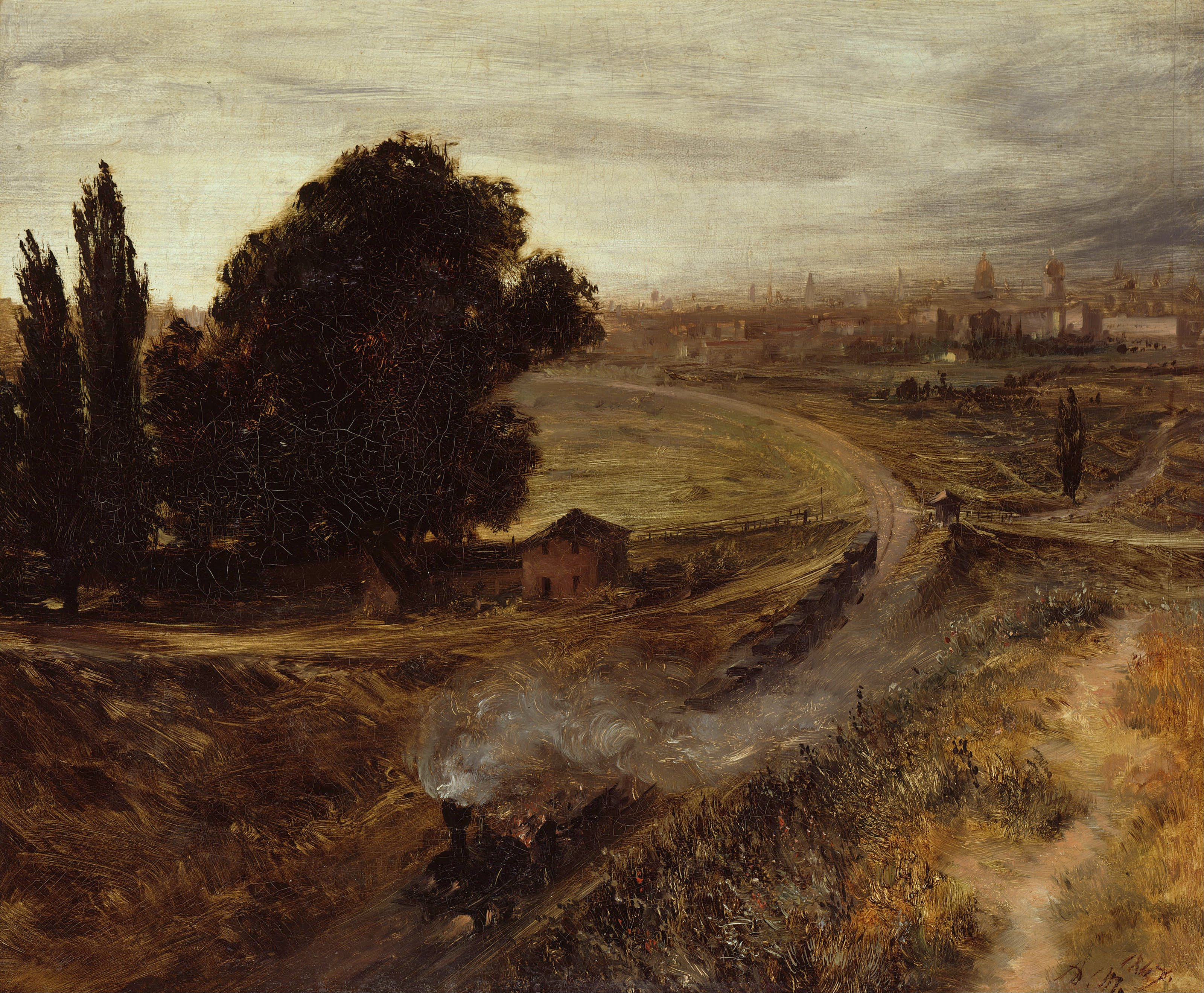
Die Berlin-Potsdamer Bahn, 1847
(Alte Nationalgalerie, Berlin)

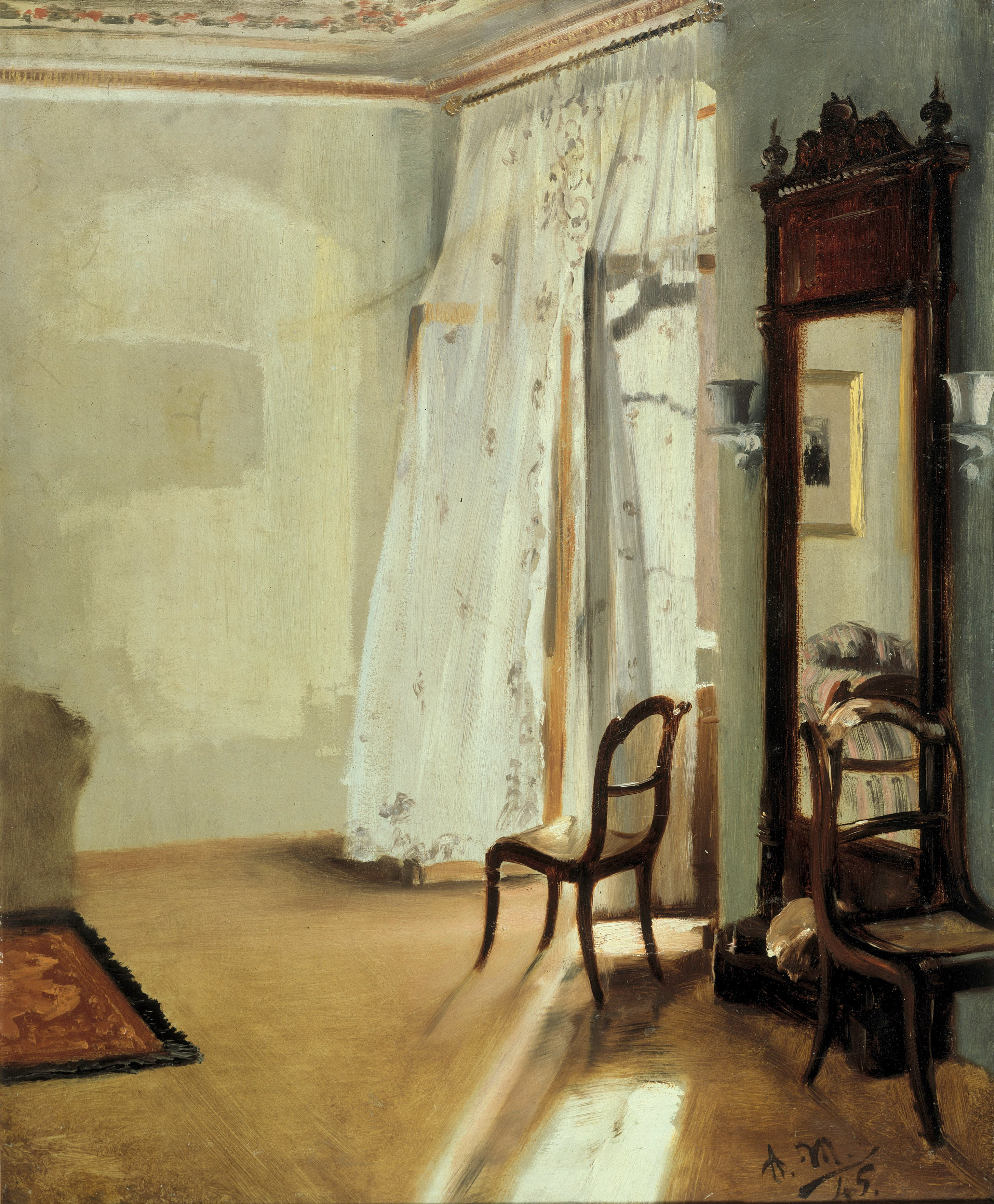
Das Balkonzimmer, 1845
(Alte Nationalgalerie, Berlin)

In den 1840er und 1850er Jahren, also in einer relativ frühen Phase seines Schaffens, malte Menzel eine Reihe von Bildern, die Charakteristika des Impressionismus um Jahrzehnte vorwegzunehmen scheinen (beispielsweise den Verzicht auf eine Handlung, die farbige Darstellung des Lichts und den Eindruck des Momentanen, Flüchtigen). Dazu zählen unter anderem Das Balkonzimmer (1845), eines seiner bekanntesten Gemälde überhaupt, sowie Schlafzimmer des Künstlers in der Ritterstraße (1847) und Waldesnacht (1851). Adolph Menzel betrachtete diese Bilder offenbar als private, inoffizielle Arbeiten und stellte sie erst sehr spät erstmals aus; zum Teil wurden sie der Öffentlichkeit erst nach seinem Tod bekannt. Das gern als „vorimpressionistisch“ bezeichnete Frühwerk, das so ganz aus dem Rahmen des von Menzel Gewohnten fiel, wurde vom Publikum begeistert aufgenommen.
Menzel hat den in der Jugend eingeschlagenen Weg nicht weiter verfolgt. Den ab den 1870er Jahren in Frankreich sich entwickelnden Impressionismus nahm er kaum wahr; die Impressionisten bezeichnete er einmal als „faule Künstler“.

### Als Zeichner

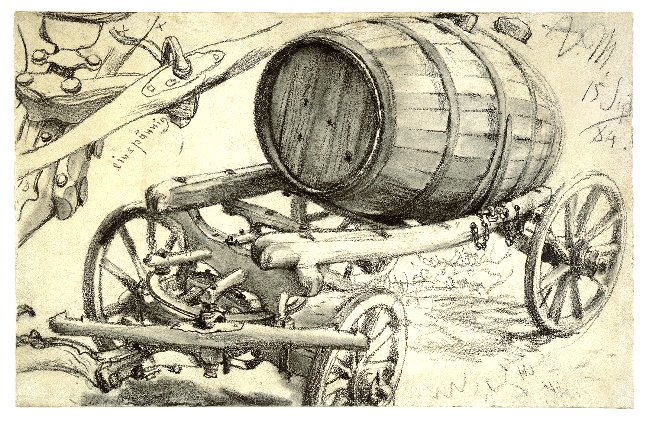
Jauchefass auf Wagen, Zeichnung, 1884

Menzel hinterließ rund 6000 Zeichnungen, hinzu kommen 77 Skizzenbücher und Hefte. Diese gewaltige Menge erklärt sich zum einen aus der damals üblichen Vorgehensweise, jedes Gemälde mit einer Vielzahl von Zeichnungen vorzubereiten; so schuf Menzel beispielsweise zum Eisenwalzwerk mehr als hundert Zeichnungen. Zum anderen aber wird Menzel von den Zeitgenossen als manischer Zeichner beschrieben: „Kein Gegenstand war ihm zu gering, und er zeichnete, wo er ging und stand, mit geradezu krankhaftem Eifer.“ (Paul Meyerheim 1906). Diese Leidenschaft gab Anlass zu einer ganzen Reihe von Anekdoten.

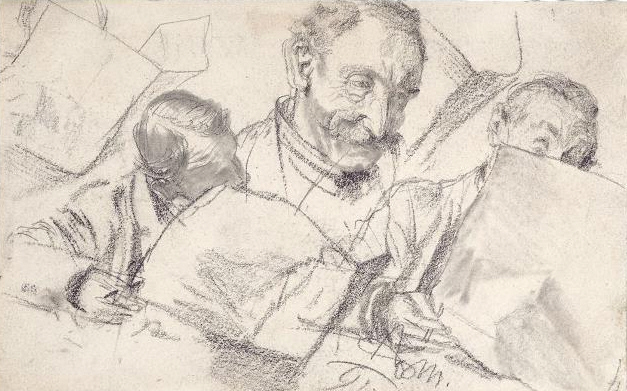
Zeitungsleser, 1891

Das Zeichnen begleitete Menzel sein ganzes Leben lang. Eines seiner ersten Zeugnisse ist die gezeichnete Hand des Vaters. Nach 1875 ging die Zahl seiner Gemälde deutlich zurück, und im hohen Alter hat er nur noch gezeichnet. Menzel zeichnete zunächst gern mit spitzem Bleistift, aber auch mit Pastellkreiden und entwickelte sich zu einem Meister der Gouache und der aquarellierten Zeichnung. Später bevorzugte er den breiten Zimmermannsbleistift, den er im Alter ausschließlich benutzte. Dabei neigte er zunehmend dazu, die Linien zu verwischen, so dass die Zeichnungen seiner letzten Jahre einen verschwommenen, unwirklichen Eindruck vermitteln.
Menzels Zeichnungen werden bewundert für die Beobachtungsgabe, die in ihnen zum Ausdruck kommt, und für die Fähigkeit des Künstlers, mit einfachsten Mitteln das Wesen der Dinge und Personen zu erfassen. Unbelebte Gegenstände scheinen in diesen Zeichnungen oft auf magische Weise ein Eigenleben zu erhalten (Rüstkammer-Phantasien, Norwegische Fettaustern). Da Menzel sich in seinen Zeichnungen mehr Freiheiten nahm als in seinen Gemälden, treten charakteristische Elemente seines Werks dort häufig besonders stark hervor, so die Wahl scheinbar willkürlicher Bildausschnitte und das Interesse an Unordnung und Zerfall. In einigen Zeichnungen seiner späten Jahre nähert Menzel sich der Abstraktion (Kurhausstraße in Kissingen nach einem Gewitterregen, Enger Durchblick zwischen zwei Häusern).

## Werke (Auswahl)

### Gemälde
- Falke auf eine Taube stoßend, um 1844, Nationalgalerie, Berlin
- Das Balkonzimmer, 1845, Nationalgalerie, Berlin
- Gewitter am Tempelhofer Berg, 1846, Wallraf-Richartz-Museum, Köln
- Wohnzimmer mit der Schwester des Künstlers, 1847, Bayerische Staatsgemäldesammlungen, München
- Blick auf den Anhalter Bahnhof im Mondschein, um 1845/46, Öl auf Papier, auf Holz kaschiert, 46 × 35 cm, Winterthur, Museum Oskar Reinhart
- Die Berlin-Potsdamer Bahn (die erste deutsche Darstellung einer Eisenbahn), 1847, Nationalgalerie, Berlin
- Aufbahrung der Märzgefallenen , unvollendet, 1848, Hamburger Kunsthalle
- Die Bittschrift, ab 1849, erstes Gemälde Friedrichs des Großen, Nationalgalerie, Berlin.[17]
- Die Tafelrunde Friedrich II. in Sanssouci, 1850, im Zweiten Weltkrieg zerstört
- Flötenkonzert Friedrichs des Großen in Sanssouci, 1850–1852, Nationalgalerie, Berlin
- Frühmesse, um 1852, Österreichische Galerie, Wien
- Atelierwand, 1852, Alte Nationalgalerie, Berlin
- Friedrich und die Seinen in der Schlacht bei Hochkirch, 1850–1856, im Zweiten Weltkrieg zerstört
- Begegnung Friedrichs II. mit Kaiser Joseph II. in Neisse im Jahre 1769, 1855–1857, Alte Nationalgalerie, Berlin
- Das Théâtre du Gymnase, 1856, Nationalgalerie, Berlin
- Friedrich der Große in Lissa: „Bonsoir, Messieurs“, 1858, während der Schlacht bei Leuthen, Hamburger Kunsthalle
- Ansprache Friedrichs des Großen an seine Generale vor der Schlacht bei Leuthen, unvollendet, 1859–1861, Nationalgalerie, Berlin
- Ein Herr und eine Dame im Bahncoupé (Pastell, 1859, Berlin, Kupferstichkabinett)[18]
- Kronprinz Friedrich besucht den französischen Maler Antoine Pesne auf dem Malgerüst in Schloss Rheinsberg, 1861, Nationalgalerie, Berlin
- Krönung König Wilhelms I. in Königsberg, 1862–1865, Neues Palais, Potsdam
- Das Kinderalbum (eine Sammlung von 44 kleinformatigen Gouachen mit kindgerechten Themen, die Menzel für die beiden Kinder seiner Schwester anfertigte), 1863–1883, Kupferstichkabinett, Berlin
- „Szene auf einem Maskenball in ritterlicher Tracht“, 1866, Staatsgalerie Stuttgart
- Ein Nachmittag im Tuileriengarten, 1867, National Gallery, London
- Pariser Wochentag, 1869, Kunstmuseum, Düsseldorf
- Abreise Königs Wilhelms I. zur Armee am 31. Juli 1870, 1870, Nationalgalerie, Berlin
- Atelierwand, 1872, Hamburger Kunsthalle
- Das Eisenwalzwerk (Moderne Cyclopen), 1875, Nationalgalerie, Berlin
- Spaziergängerin am Springbrunnen im Kurgarten in Kissingen, Gouache, 1875, Nationalmuseum Warschau
- Der Fuß des Künstlers, 1876, Nationalgalerie, Berlin
- Das Ballsouper, 1878, Nationalgalerie, Berlin
- Fronleichnamsprozession in Hofgastein, 1880, Neue Pinakothek, München
- Piazza d’Erbe in Verona, 1884, Galerie Neue Meister, Dresden

### Zeichnungen

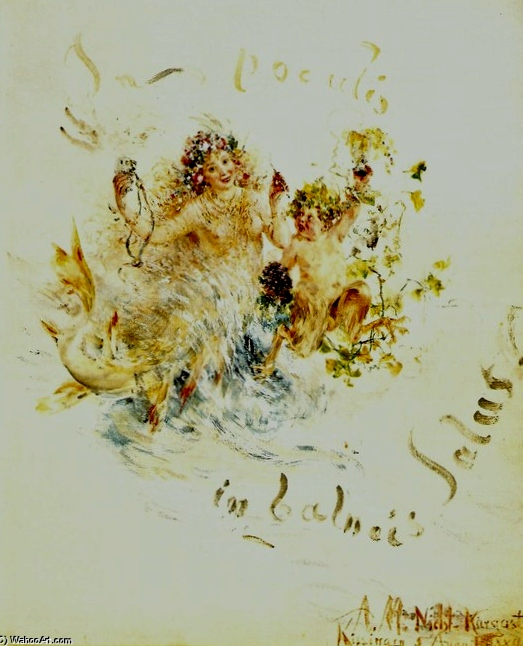
Frontispiz im Goldenen Buch der Stadt Bad Kissingen gemalt vom „Nicht-Kurgast“ Adolph Menzel am 5. August 1889

- Ungemachtes Bett, um 1845, Kupferstichkabinett, Berlin
- Menzels Bruder Richard, 1848, Sammlung Dr. Peter Nathan und Barbara Nathan, Zürich
- Porträtskizzen von 132 Personen zum Krönungsbild, 1863–1864
- Studie nach dem Fernglas des Feldmarschalls Graf von Moltke, Futteral und Details, mit Notizen, um 1871, Staatliche Museen zu Berlin, Kupferstichkabinett
- Rüstkammer-Phantasien, ca. 20 Blätter mit Rüstungen und mittelalterlichen Waffen, 1866
- zirka 100 Skizzen zum Eisenwalzwerk, 1872–1874
- Leichenporträts, 1873
- Abendgesellschaft bei Frau von Schleinitz, 1875
- Kurhausstraße in Kissingen nach einem Gewitterregen, 1889, Kupferstichkabinett, Berlin
- Die Armee Friedrichs des Großen in ihrer Uniformierung, 1908 bis 1912, Berlin (Reprint Weltbild, Augsburg 2005, ISBN 3-8289-0523-4)
- Junge im Handstand mit Beinstudien (um 1884, Kunsthaus Zürich)[19]

### Buchillustrationen
- 11 Federlithografien zu Goethes Gedicht Künstlers Erdenwallen, 1833, erschienen Berlin 1833
- Franz Kugler: Geschichte Friedrichs des Großen. Gezeichnet von Adolph Menzel. J.J. Webersche Buchhandlung, Berlin 1842, Digitale Ausgabe 1856 der Universitätsbibliothek Trier, spätere Ausgabe bei Hermann Mendelssohn, Leipzig 1856, urn:nbn:de:bvb:12-bsb10001721-6 (inkl. Text).
- 436 Federlithografien für Die Armee Friedrichs des Großen in ihrer Uniformierung, begonnen 1842, erschienen Berlin 1857
- 200 Holzschnitt-Illustrationen zu den Werken Friedrichs des Großen, 1843–1846, Universitätsbibliothek Trier.
- 30 Holzschnitt-Illustrationen zu einer Jubiläumsausgabe von Heinrich von Kleists Der zerbrochene Krug, 1876–1877, erschienen Berlin, Hofmann & Co., 1877
- In: Album deutscher Dichter / Mit 36 Original-Zeichnungen deutscher Künstler, als: A. v. Schroeter, J. B. Sonderland, Theod. Hosemann, A. Menzel, v. Kloeber, F. Holbein, Rosenfelder u. a. m. Hofmann, Berlin 1848, urn:nbn:de:hbz:061:2-288
- In: Friedrich Bodenstedt (Hrsg.): Album deutscher Kunst und Dichtung. Mit Holzschnitten nach Originalzeichnungen der Künstler, ausgeführt von R. Brend’amour. Grote, Berlin 1867, urn:nbn:de:hbz:061:2-184.

### Briefe
- Claude Keisch (Hrsg.), Marie Ursula Rieman-Reyher (Hrsg.), Kerstin Bütow, Brita Reichert: Briefe. 1830–1905.[20] 4 Bände, Deutscher Kunstverlag, Berlin, München 2009, ISBN 978-3-422-06740-0.

## Erinnerungsorte/Ehrungen (Auswahl)

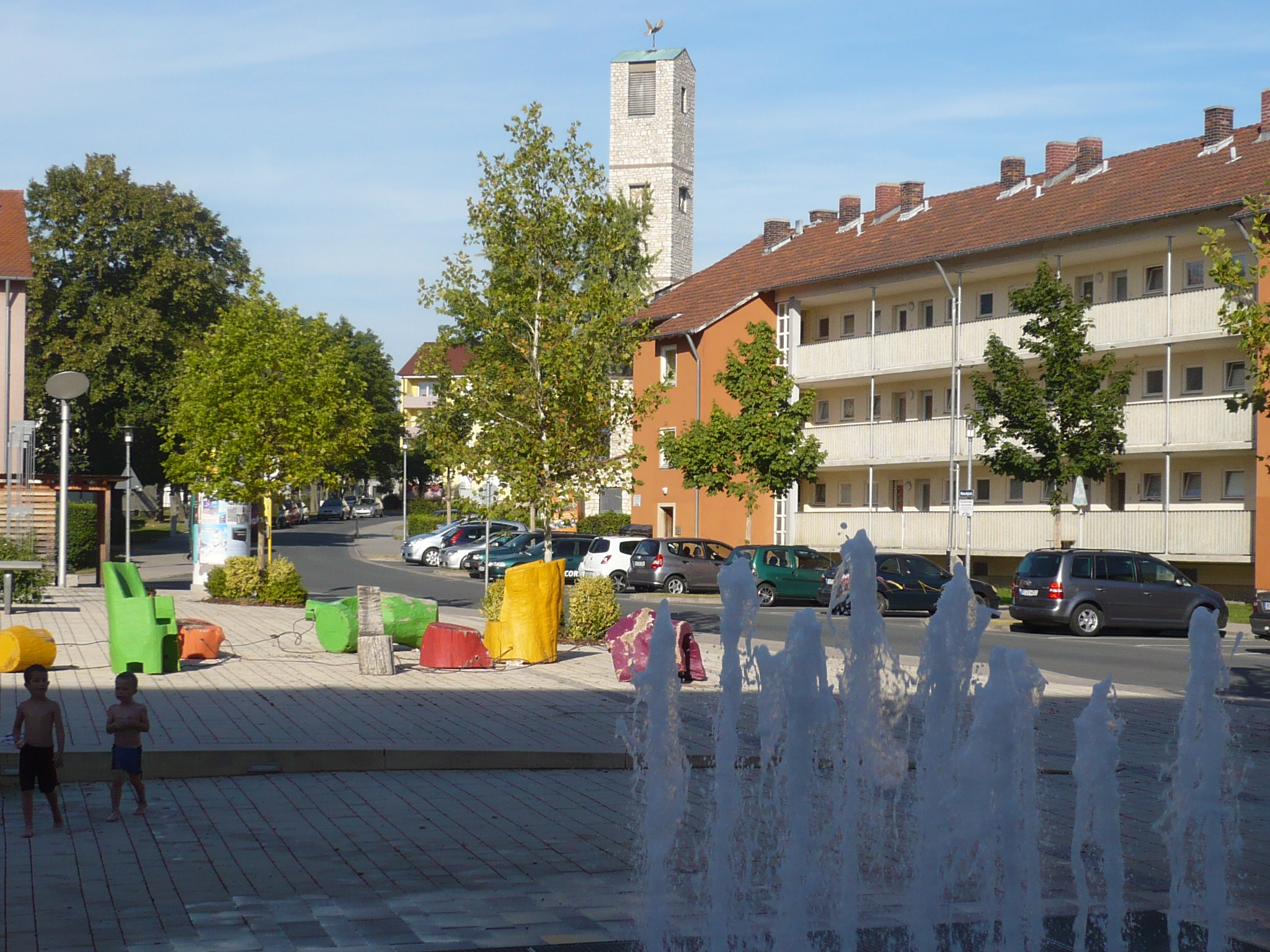
Menzelplatz in Bayreuth

### Straßen und Plätze
- Menzelstraße seit 12. Januar 1892 (Berlin-Schöneberg)[21]
- Menzelstraße seit 1898 (Berlin-Grunewald)[22]
- Menzelplatz (heute: Leo-Blech-Platz) von 15. Juni 1906 bis 20. Juli 1959 (Berlin-Grunewald)[23]
- Menzelstraße seit 23. August 1918 (Berlin-Mahlsdorf)[24]
- In Deutschland gibt es 80 Straßen mit dem Namen Menzelstraße,[25] neun Straßen mit der Bezeichnung Adolf-Menzel-Straße[26] und vier, die den Namen Adolph-von-Menzel-Straße tragen.
- In Bayreuth trägt ein Platz Menzels Namen.[27]

### Schiff
Das 1904 gebaute Schiff Adolf v. Menzel war nach dem Maler benannt und trug diesen Namen 90 Jahre lang.

### Ehrengrab, Baumname und Menzelpreise
- Ehrengrab auf dem Dreifaltigkeits-Friedhof II, Feld OM, G1[28]
- Menzellinde in Schönefeld (Leipzig)
- Die Königliche Akademie der Künste vergab ab 1885 am Geburtstag Menzels den Adolf Menzel-Preis der Dr. Adolf Menzel-Stiftung, Kurator war Anton von Werner.[29]
- Die Berliner Illustrirte Zeitung vergab um 1900 den Menzelpreis

## Porträts der Person (Auswahl)
- Eduard Meyerheim: um 1839 / Tafelmalerei Öl, Leinwand / 42,7 × 36,6 cm / nicht bezeichnet / Staatliche Museen zu Berlin, Bildindex.
- Giovanni Boldini: Tafelmalerei Öl, Leinwand / 41 × 54,5 cm / 21 Octobre 1895 Berlin Boldini (Mitte rechts) / Staatliche Museen zu Berlin – Preußischer Kulturbesitz[30]
- Karl Stauffer-Bern: Adolph Menze, 1885, Gottfried Keller-Stiftung, Inventarnummer GKS1015/14, Depositum im Kunstmuseum Bern[31]
- Büste von Reinhold Begas: um 1875/1876 / Carraramarmor / getönt / Höhe: 66 cm, Breite: 63 cm, Tiefe: 45 cm / nicht bezeichnet / Staatliche Museen zu Berlin, Bildindex.
- Darstellung im Vordergrund rechts auf Anton von Werners „Die Enthüllung des Richard-Wagner-Denkmals (1. Oktober 1903)“, 1908, Öl auf Leinwand, 2,30 × 2,80 m, Wandbild für die Villa Ludwig Leichners in Dahlem, Berlinische Galerie Werner Enthüllung Wagner-Denkmal 1908

## Münzen und Briefmarken (Auswahl)
Nach Werken Menzels oder mit Porträts seiner Person wurden herausgegeben:
- Hansestadt Lübeck, seit 1835: Gedenkmünze Bene Merenti, nach einem Entwurf Menzels
- 1885: Bildnismedaille von Gustav Eberlein, Bronze, zum 70. Geburtstag Menzels
- Königliche Akademie der Künste Berlin, 1895: Bildnismedaille von Reinhold Begas, Bronze, zum 80. Geburtstag Menzels
- undatierte Bildnismedaille, von Josef Kowarzik, Silber
- 1905: Bildnismedaille von Albert Moritz Wolff, Silber, auf Menzels Tod
- Deutsche Reichspost, 1933: Friedrich der Große nach einem Motiv Menzels, Briefmarken zu 6, 12 und 25 Pfennig, zur Eröffnungssitzung des neuen Reichstages
- Deutsche Post Berlin, 1952: Porträt, Briefmarke aus der Serie Männer aus der Geschichte Berlins
- Deutsche Post der DDR, 1965: Porträt, Briefmarke zum 150. Geburtstag von Menzel
- Deutsche Bundespost Berlin, 1969: Schuster, Briefmarke aus der Serie Berliner des 19. Jahrhunderts
- DDR, 20. Juni 1980: Porträt, 5-Mark-Gedenkmünze, zum 75. Todestag von Menzel
- Deutsche Bundespost Berlin, 1986: Flötenkonzert, Briefmarke zum 200. Todestag von König Friedrich dem Großen
- Bundesrepublik Deutschland, 2012: Balkonzimmer, Briefmarke aus der Serie Deutsche Malerei

## Ausstellungen (Auswahl)
- Rembrandt & Menzel. Meister der Druckgraphik im Berliner Kupferstichkabinett. – Eine Ausstellung des Kupferstichkabinetts in der Gemäldegalerie Berlin, Staatliche Museen zu Berlin, 1. Oktober 2019 bis 5. Januar 2020.
- Menzel. Maler auf Papier. – Eine Ausstellung im Kupferstichkabinett Berlin, Staatliche Museen zu Berlin, 20. September 2019 bis 19. Januar 2020.
- Ich. Menzel. Zum 200. Geburtstag. – Märkisches Museum (Berlin), 3. Dezember 2015 bis 28. März 2016.
- Menzels Soldaten. Bilder vom Krieg. – Kupferstichkabinett in der Alten Nationalgalerie, 14. Oktober 2014 bis 18. Januar 2015.
- … den alten Fritz, der im Volke lebt. Das Bild Friedrichs des Großen bei Adolph Menzel. – Alte Nationalgalerie Berlin, 23. März 2012 bis 24. Juni 2012.
- Adolph Menzel – Der Harz, Thüringen und Nordhausen. Erstmalige Präsentation des „Kinderalbums“ in Thüringen, Kunsthaus Meyenburg, vom 8. August bis 7. November 2010.
- Adolph Menzel radikal real. – Kunsthalle der Hypo-Kulturstiftung in München, 16. Mai bis 31. August 2008.
- Menzel und Berlin – Eine Hommage. – Kupferstichkabinett Berlin vom 11. März bis 5. Juni 2005.
- Adolph Menzel 1815–1905. Das Labyrinth der Wirklichkeit. – Nationalgalerie im Alten Museum, Berlin vom 7. Februar bis 11. Mai 1997.[32]
- Menzel – der Beobachter. – Hamburger Kunsthalle vom 22. Mai bis 25. Juli 1982.[33]
- Adolph Menzel. Realist – Historist – Maler des Hofes. Gemälde, Gouachen, Aquarelle, Zeichnungen und Druckgraphik aus der Sammlung Georg Schäfer, Schweinfurt und aus der Kunsthalle Bremen, ergänzt durch die Bestände der Kunsthalle zu Kiel und des Museums für Kunst und Kulturgeschichte in Lübeck, Ausstellung Kunsthalle zu Kiel 5. April bis 8. Juni 1981 (danach: Kunsthalle Bremen, Museum für Kunst und Kulturgeschichte der Stadt Lübeck, Altes Rathaus Schweinfurt, Städtische Kunstsammlungen Augsburg).[34]

## Filme
- Adolph von Menzel – Der unbestechliche Blick. Dokumentarfilm, Deutschland, 2003, 43:20 Min., Buch und Regie: Angelika Lizius, Kamera: Christoph Castor, Produktion: Bayerischer Rundfunk, Reihen: Galerie der Meister, Faszination Kunst, Inhaltsangabe von ARD-alpha, (Memento vom 10. Dezember 2015 im Webarchiv archive.today).
- Adolph von Menzel: Das Flötenkonzert (1850–1852). Alte Nationalgalerie Berlin. Bildinterpretation, BR Deutschland, 1985, 10 Min., Text: Karlheinz Nowald, Regie: Reiner E. Moritz, Produktion: RM Arts, WDR, Reihe: 1000 Meisterwerke.